# Ніжинський повіт
Ніжинський повіт — історична адміністративно-територіальна одиниця Чернігівської губернії. Повітове місто — Ніжин.
Повіт утворений в 1781 році в складі Чернігівського намісництва, з 1797 року в Малоросійській губернії, з 1802-го — Чернігівській.
Знаходився на півдні губернії і межував на заході з Козелецьким, півночі Чернігівським, північному сході Сосницьким, сході Борзнянським повітами Чернігівської губернії. На півдні межував з Полтавською губернієюю. Площа повіту становила 2 510,5 верст² або 261 510 десятин (2 857 км²).
Згідно з переписом населення Російської імперії 1897 року в повіті проживало 168 718 чоловік. З них 91,8 % — українці, 5,92 % — євреї, 1,86 % — росіяни, 0,21 % — поляки.

## Адміністративний поділ
Повіт поділявся на 3 стани і 12 волостей:
| Волость           | Волосний центр    | Кількість сільських общин |
| ----------------- | ----------------- | ------------------------- |
| І стан            |                   |                           |
| Веркіївська       | Веркіївка         | 9                         |
| Дрімайлівська     | Дрімайлівка       | 9                         |
| Дроздівська       | Дроздівка         | 10                        |
| Ніжинська         | Ніжин             | 23                        |
| ІІ стан           |                   |                           |
| Носівська         | Носівка           | 8                         |
| Володько-Дівицька | Володькова Дівиця | 6                         |
| Макіївська        | Макіївка          | 17                        |
| Мринська          | Мрин              | 17                        |
| ІІІ стан          |                   |                           |
| Талалаївська      | Талалаївка        | 9                         |
| Лосинівська       | Лосинівка         | 8                         |
| Монастирська      | Монастирище       | 9                         |
| Галицька          | Галиця            | 6                         |

та міста Ніжин із передмістями Вороб'ївка, Магерки, Могилівка, Овдіївка.

## Розподіл земель
Розподіл земель Ніжинського повіту за волостями, 1885

## Галерея

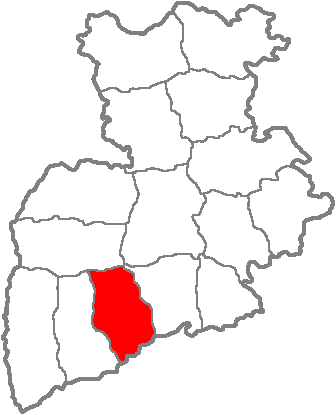
Повіт на карті Чернігівської губернії
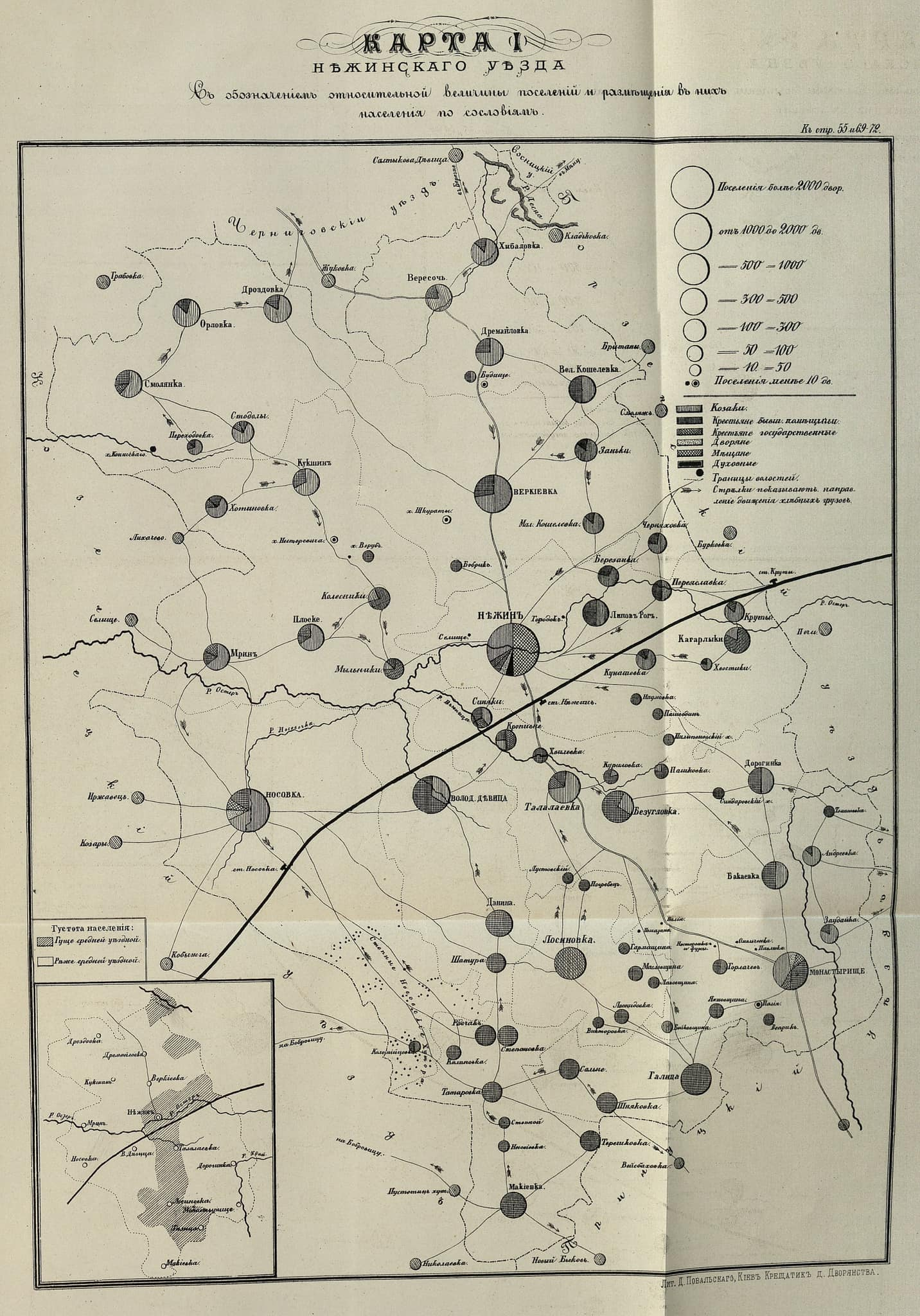
Карта повіту із зазначенням величини поселень
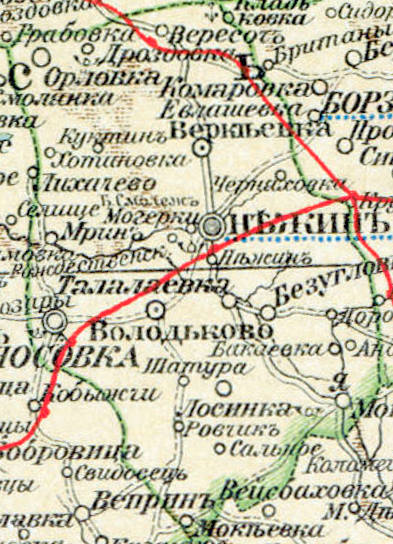
Мапа повіту
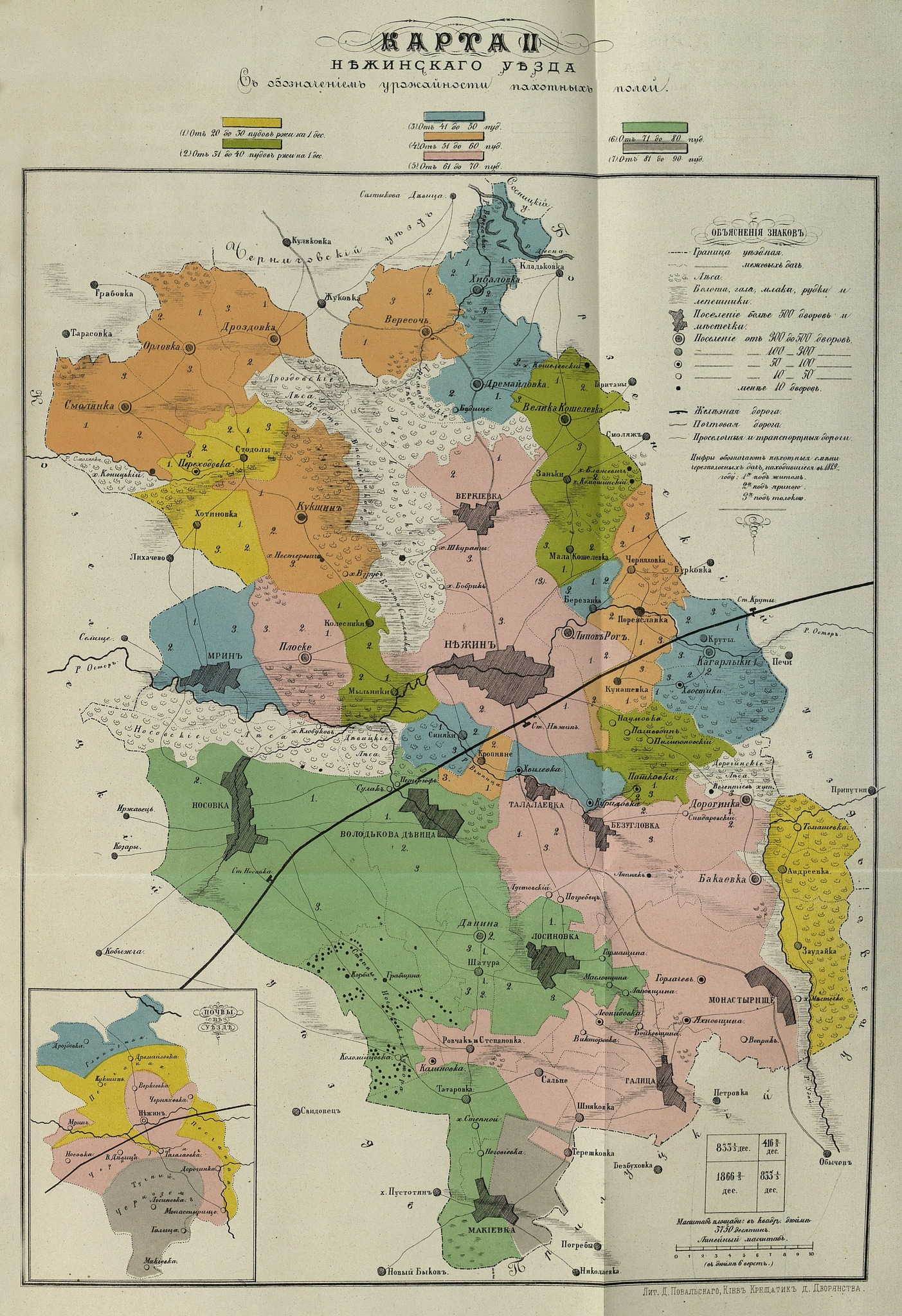
Карта урожайності, 1879
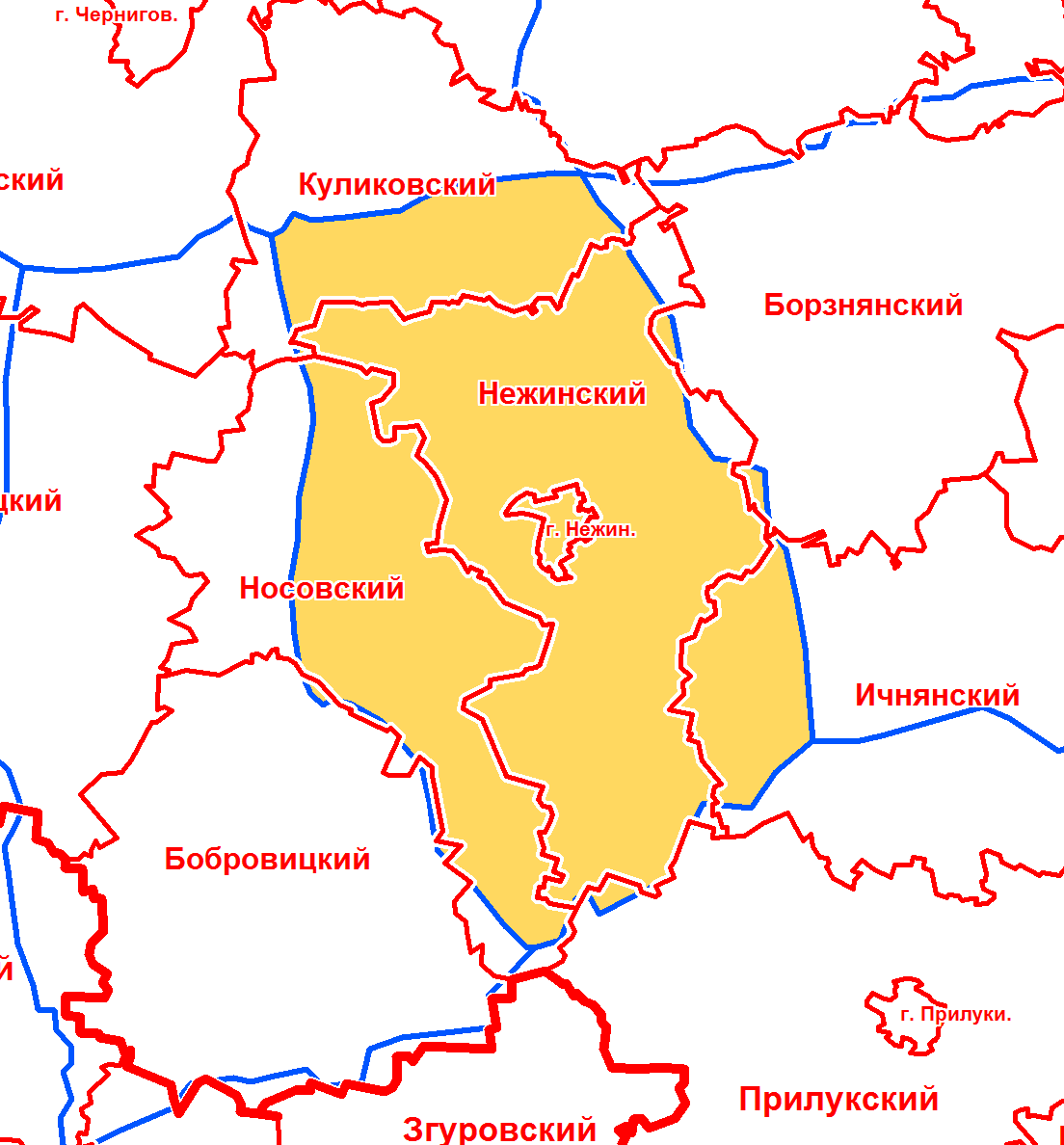
Повіт у сітці районів до адміністративної реформи 2020